# Statul Palestina
Statul Palestina (în arabă فلسطين , Filasṭīn) este un stat situat pe coasta estică a Mării Mediterane, care și-a proclamat independența la 1988. Suveranitatea de jure a Statului Palestina este recunoscută ca atare de ONU, prin rezoluția 67/19 din anul 2012. Autoritatea Națională Palestiniană exercită suveranitatea de facto asupra unei părți din teritoriul fostului Mandat britanic pentru Palestina, restul fiind deținut de Israel. Acest teritoriu cuprinde Fâșia Gaza, Ierusalimul de Est și Cisiordania, fiind demarcat de Israel prin linia verde. Constituția palestiniană e din 2003. 
Potrivit estimărilor din 2014, 93% din palestinieni sunt musulmani (din care cei mai mulți din ei țin de ramura sunnită, o mică parte face parte din ramura Ahmadiia, iar 15% practică islamul independent, din punct de vedere canonic), 6% sunt creștini și 1% e format din druzi și samariteni.
Valutele folosite sunt: lira egipteană, șekelul israelian și dinarul iordanian.

## Împărțirea administrativă
Articolul principal: Guvernoratele Autorității Naționale Palestiniene

## Istoric

### Din preistorie până în epoca otomană
Regiunea Palestinei face parte dintr-o zonă mai largă numită Levant, care reprezintă puntea de legătură dintre Africa și Eurasia. Teritoriile Levantului au fost tradițional considerate ca o răscruce între Asia de Vest, estul Mării Mediterane și nord-estul Africii. Din punct de vedere tectonic, se află în nord-vestul Plăcii Arabiei. Palestina a fost una dintre cele mai timpurii regiuni locuite de oameni, unde s-au dezvoltat comunități agricole și civilizații. Datorită poziției sale, a fost de-a lungul istoriei un punct de întâlnire al religiilor, culturilor, comerțului și politicii.
În Epoca Bronzului, canaaniții au întemeiat orașe-stat influențate de civilizațiile înconjurătoare, inclusiv Egiptul, care a controlat zona în perioada târzie a Epocii Bronzului. În Epoca Fierului, două regate israelite înrudite, Israel și Iuda, au dominat mare parte din Palestina, în timp ce filistenii au ocupat coasta sudică. Asirienii au cucerit regiunea în secolul al VIII-lea î.Hr., urmați de babilonieni în jurul anului 601 î.Hr., apoi de Imperiul Persan Ahemenid, care a învins babilonienii în anul 539 î.Hr. Alexandru cel Mare a cucerit Imperiul Persan la sfârșitul anilor 330 î.Hr., dând startul procesului de elenizare.
În urma Revoltei Macabeilor de la sfârșitul secolului al II-lea î.Hr., Regatul Hasmoneilor, evreiesc, a cucerit cea mai mare parte a Palestinei; ulterior, regatul a devenit vasal al Romei, care l-a anexat în anul 63 î.Hr. Iudeea romană a fost zguduită de revolte evreiești în anul 66 d.Hr., motiv pentru care Roma a distrus Ierusalimul și al Doilea Templu în anul 70. În secolul al IV-lea, odată cu adoptarea creștinismului de către Imperiul Roman, Palestina a devenit un centru religios important, atrăgând pelerini, călugări și cărturari.
După cucerirea musulmană a Levantului între anii 636–641, regiunea a fost condusă de mai multe dinastii succesive: Rashidunii, Omeiazii, Abbasizii, dinastiile semi-independente Tulunidă și Ikhshididă, Fatimizii și selgiucizii. În 1099, Prima Cruciadă a dus la întemeierea Regatului Ierusalimului de către cruciați, care a fost recucerit de Sultanatul Ayyubid în 1187. După invazia Imperiului Mongol de la sfârșitul anilor 1250, mamelucii egipteni au reunificat Palestina sub controlul lor, până când regiunea a fost cucerită de Imperiul Otoman în 1516, fiind administrată ca parte a Siriei otomane până în secolul XX, în mare parte fără conflicte majore.

### Ascensiunea naționalismului palestinian
Deși elitele palestiniene – în special familiile notabile din mediul urban care activau în administrația otomană – și-au păstrat în general loialitatea față de otomani, ele au jucat totuși un rol semnificativ în ascensiunea naționalismului arab și în mișcările pan-arabe care au apărut ca reacție atât la mișcarea Junilor Turci, cât și la slăbirea puterii otomane în timpul Primului Război Mondial. Apariția mișcării sioniste, care urmărea înființarea unei patrii evreiești în Palestina, a avut de asemenea un impact puternic asupra conștiinței naționale palestiniene. Abdul Hamid, ultimul sultan al Imperiului Otoman, s-a opus eforturilor mișcării sioniste în Palestina.
Sfârșitul dominației otomane în Palestina a coincis cu încheierea Primului Război Mondial. Eșecul emirului Faisal de a înființa o Sirie Mare, în fața pretențiilor coloniale ale Franței și Marii Britanii asupra regiunii, a influențat și el eforturile elitelor palestiniene de a obține autonomie locală. În urma războiului, Palestina a intrat sub control britanic odată cu implementarea Mandatului britanic pentru Palestina în anul 1920.